# Cenocoelius peraltus
Cenocoelius peraltus är en stekelart som beskrevs av Saffer 1982. Cenocoelius peraltus ingår i släktet Cenocoelius och familjen bracksteklar. Inga underarter finns listade.